# Top of the Line
Top of the Line (en español: En primera línea) es el primer álbum de estudio como solista del cantante Tito el Bambino, este álbum fue preparado debido a la separación del dúo Héctor & Tito. Fue publicado el 21 de marzo de 2006 bajo el sello discográfico EMI Televisa Music, cuenta con colaboraciones destacadas de Daddy Yankee, Don Omar y Beenie Man, mientras la producción mayoritaria estuvo a cargo de Luny Tunes y asociados.

## Certificación
| País                  | Certificación    | Ventas  |
| --------------------- | ---------------- | ------- |
| Estados Unidos (RIAA) | Platino (Latino) | 100,000 |

## Lista de canciones
| N.º      | Título                                 | Productor(es)                      | Duración |  |
| 1.       | «Intro»                                | Thilo                              | 1:36     |  |
| 2.       | «Caile»                                | Luny Tunes · Tainy · Nales · Thilo | 3:11     |  |
| 3.       | «Mi chica rebelde»                     | Naldo · Nesty                      | 3:12     |  |
| 4.       | «Mía» (con Daddy Yankee)               | Nely · Naldo                       | 3:51     |  |
| 5.       | «Secreto»                              | Noriega                            | 2:41     |  |
| 6.       | «Máximo»                               | Nely · Naldo                       | 3:04     |  |
| 7.       | «Tu cintura» (con Don Omar)            | Luny Tunes · Tainy                 | 3:07     |  |
| 8.       | «Me da miedo»                          | Santana                            | 2:45     |  |
| 9.       | «Reto»                                 | Luny · Tainy                       | 2:46     |  |
| 10.      | «Peligro»                              | Luny · Nales · Tainy               | 3:13     |  |
| 11.      | «Flow Natural» (con Beenie Man & Ines) | Luny Tunes · Nales · Tainy         | 2:53     |  |
| 12.      | «Será»                                 | Echo                               | 4:51     |  |
| 13.      | «Te extraño»                           | Nely · Naldo                       | 3:06     |  |
| 14.      | «Dónde están»                          | Tainy                              | 2:51     |  |
| 15.      | «Corre y dile»                         | Tainy                              | 3:09     |  |
| 16.      | «Grito latino»                         | Tainy                              | 3:01     |  |
| 17.      | «Me tiemblan las manos»                | Mr. G                              | 2:42     |  |
| 18.      | «Súbelo»                               | Nely · Naldo                       | 3:03     |  |
| 19.      | «Sonsoneo»                             | Máximo Torres                      | 3:22     |  |
| 20.      | «Tuve que morir (Outro)»               | Profesor Gómez                     | 2:22     |  |
| 01:00:46 |                                        |                                    |          |  |

## Créditos y personal
Parcialmente adaptado desde AllMusic.
- Tito el Bambino – Artista principal, composición.
- Lisette Lorenzo – Dirección de arte, diseño gráfico.
- Omar Cruz – Fotografía.
- Chris Gehringer – Ingeniero de masterización.
- Will Quinell – Ingeniero de masterización.
- Jorge “Joker” Elvira – Ingeniero de grabación.
- Víctor Martínez (Víctor “El Nasi”) – Ingeniería, mezcla.
- Raúl Rivera Roldan (Thilo) – Producción.
- Francisco Saldaña (Luny) – Composición (2, 7, 10, 11), producción.
- Víctor Cabrera (Tunes) – Producción.
- Marcos Masis – Composición, producción.
- Anthony Calo Cotto (Nales) – Producción.
- Eddie Dee – Composición (3).
- Arnaldo Santos – Composición, producción.
- Josías de la Cruz – Composición, producción.
- Daddy Yankee – Artista invitado, composición.
- Miguel Márquez – Composición (5).
- Norgie Noriega – Composición (5, 10).
- Don Omar – Artista invitado, composición (7).
- Juan J. Santana – Composición, producción (8).
- Adalgisa Saldaña – Artista invitada, composición (11).
- Beenie Man – Artista invitado, composición (11).
- Tomás Rodríguez – Composición (12).
- Paul F. Irizarry – Composición, producción (12).
- Elvis García (Mr. G) – Composición, producción (17).
- Omar B.L. Castro – Composición (19).
- Máximo Torres Espinoza – Composición (19).
- José M. Gómez – Composición, producción (20).

## Posicionamiento en listas
| Listas (2006)                        | Mejor posición |
| ------------------------------------ | -------------- |
| Estados Unidos (Billboard 200)       | 85             |
| Estados Unidos (Latin Rhythm Albums) | 1              |
| Estados Unidos (Top Latin Albums)    | 3              |

## Premios y nominaciones
| Año  | Premios            | Categoría                  | Resultado |
| ---- | ------------------ | -------------------------- | --------- |
| 2007 | Premios Lo Nuestro | Mejor álbum urbano del año | Nominado  |